# Mihai Popa
Mihai Maximilian Popa (Costanza, 12 ottobre 2000) è un calciatore rumeno, portiere del Torino.

## Carriera

### Club
Cresciuto nell'Academia Hagi, debutta fra i professionisti il 30 settembre 2018 con il Farul Costanza in occasione dell'incontro di Liga II vinto 1-0 contro il Viitorul Târgu Jiu.
L'8 giugno 2023 viene annunciato il suo acquisto da parte del Torino.
Il 14 agosto 2024, dopo non avere disputato nessuna partita con i granata, fa ritorno in patria accasandosi al CFR Cluj con la formula del prestito.

### Nazionale
Nel 2021 viene convocato dalla nazionale olimpica rumena per prendere parte alle Olimpiadi di Tokyo.

## Statistiche

### Presenze e reti nei club
Statistiche aggiornate al 6 febbraio 2024.
| Stagione             | Squadra              | Campionato           | Campionato | Campionato | Coppe nazionali | Coppe nazionali | Coppe nazionali | Coppe continentali | Coppe continentali | Coppe continentali | Altre coppe | Altre coppe | Altre coppe | Totale | Totale |
| Stagione             | Squadra              | Comp                 | Pres       | Reti       | Comp            | Pres            | Reti            | Comp               | Pres               | Reti               | Comp        | Pres        | Reti        | Pres   | Reti   |
| -------------------- | -------------------- | -------------------- | ---------- | ---------- | --------------- | --------------- | --------------- | ------------------ | ------------------ | ------------------ | ----------- | ----------- | ----------- | ------ | ------ |
| 2018-2019            | Farul Costanza       | L2                   | 12         | -17        | CR              | 0               | 0               | -                  | -                  | -                  | -           | -           | -           | 12     | -17    |
| 2019-feb. 2020       | Astra Giurgiu        | L1                   | 0          | 0          | CR              | 0               | 0               | -                  | -                  | -                  | -           | -           | -           | 0      | 0      |
| feb.-ago. 2020       | Rapid Bucarest       | L2                   | 7          | -6         | CR              | 0               | 0               | -                  | -                  | -                  | -           | -           | -           | 7      | -6     |
| 2020-2021            | Astra Giurgiu        | L1                   | 13         | -20        | CR              | 2               | -4              | -                  | -                  | -                  | -           | -           | -           | 13     | -24    |
| ago. 2021            | Astra Giurgiu        | L2                   | 1          | 0          | CR              | 0               | 0               | -                  | -                  | -                  | -           | -           | -           | 1      | 0      |
| Totale Astra Giurgiu | Totale Astra Giurgiu | Totale Astra Giurgiu | 15         | -20        |                 | 2               | -4              |                    | -                  | -                  |             | -           | -           | 17     | -24    |
| 2021-2022            | Voluntari            | L1                   | 35         | -32        | CR              | 4               | -3              | -                  | -                  | -                  | -           | -           | -           | 39     | -35    |
| 2022-2023            | Voluntari            | L1                   | 38         | -45        | CR              | 4               | -3              | -                  | -                  | -                  | -           | -           | -           | 42     | -48    |
| Totale Voluntari     | Totale Voluntari     | Totale Voluntari     | 73         | -77        |                 | 8               | -6              |                    | -                  | -                  |             | -           | -           | 81     | -83    |
| 2023-2024            | Torino               | A                    | 0          | 0          | CI              | 0               | 0               | -                  | -                  | -                  | -           | -           | -           | 0      | 0      |
| Totale carriera      | Totale carriera      | Totale carriera      | 106        | -112       |                 | 10              | -10             |                    | -                  | -                  |             | -           | -           | 116    | -123   |

## Palmarès

### Club

#### Competizioni nazionali
- Coppa di Romania: 1

CFR Cluj: 2024-2025